# طبقة العصي والمخاريط
هُناك نوعان من مكونات طبقة العصي والمخاريط (غشاء جاكوب) في الشبكية في العين وهما الخلايا العصوية والخلايا المخروطية، الأولى أكثر بكثير من الثانية ما عد في بقعة الشبكية.

## روابط خارجية
- صور نسيجية: 07902loa — نظام تعلم علم الأنسجة في جامعة بوسطن